# キール大学 (イギリス)
キール大学（英: Keele University）は、イギリスのスタッフォードシャーのニューカッスル・アンダー・ライム近郊の村キールにある大学。1949年にユニヴァーシティー・カレッジ・オヴ・ノース・スタッフォードシャーとして創立され、1962年にキール大学に改名した。
イギリスにおいて20世紀に新設された最初の大学であり、イギリス国内では唯一となる村の名前を冠した大学となっている。
緑溢れるキャンパスはキール大学樹木園によって管理され、その一部として桜園を有しナショナル・コレクションに認定されている。

## 沿革
- 1949年 - ユニヴァーシティー・カレッジ・オヴ・ノース・スタッフォードシャーとして開学
- 1952年 - 創設者のリンジー男爵（Sandie Lindsay, 1st Baron Lindsay of Birker）が逝去
- 1962年 - エリザベス女王より大学としての地位が承認されキール大学に改名
- 1965年 - キール・チャペルが竣工
- 1999年 - 開学50周年記念式典出席のためエリザベス女王とエディンバラ公が来学
- 2001年 - キール大学樹木園の設置が認可
- 2012年 - 大学昇格50周年を記念してフォレスト・オヴ・ライトを設置

## 組織

### 人文社会学部
- 人文学科
  - 英文学専攻
  - 英米文学専攻
  - 英文学・文芸表現学専攻
  - 歴史学専攻
  - メディア・コミュニケーション学専攻
  - 音楽制作・音響デザイン学専攻
  - 哲学専攻
- キール・ビジネス・スクール
  - 会計学専攻
  - 経営管理学専攻
  - 経済学専攻
  - 金融学専攻
  - 人事管理学専攻
  - 国際経営学専攻
  - マネージメント学専攻
  - マーケティング学専攻
- 法学科
  - 法学専攻
  - 法学・経営学専攻
  - 法学・犯罪学専攻
  - 法学・政治学専攻
  - 法科学専攻
  - 法科学・犯罪学専攻
  - 法科学・解析調査学専攻（学部修士一貫課程）
- 社会・政治・国際学科
  - 犯罪学専攻
  - 教育学専攻
  - 社会学専攻
  - 映画学専攻
  - 映画学・文芸表現学専攻
  - 国際関係学専攻
  - 政治学専攻
- 教養学インスティテュート
  - リベラルアーツ専攻
  - 自然科学専攻

- ランゲージ・センター
  - 現代語科（日本語、中国語、フランス語、ドイツ語、スペイン語、イタリア語、ロシア語、イギリス手話）
  - 英語科（Trinity College認定英語教員養成講座、学術英語、ESL及びEFL）

### 理学部
- コンピューター科学・数学科
  - コンピューター科学専攻
  - 数学専攻
  - データ科学専攻
- 生命科学科
  - 生物学専攻
  - 生化学専攻
  - 生物医学専攻
  - 微生物学・免疫学専攻
  - 人類生物学専攻
  - 神経科学専攻
- 地理・地質・環境科学科
  - 地理学専攻
  - 地質学・自然地理学専攻
  - 地質学専攻
  - 地質学
  - 応用地球物理学専攻
  - 環境地球科学専攻
  - 地質法科学専攻
  - 火山学専攻
  - 環境科学専攻
  - 環境科学・サステイナビリティ学専攻
  - 生態保全学専攻
- 化学・物理学科
  - 化学専攻
  - 化学・医化学専攻
  - 物理学専攻
  - 物理・宇宙物理学専攻
- 心理学科
  - 心理学専攻
  - 心理カウンセリング学専攻
  - 教育心理学専攻
  - 犯罪心理学専攻
- 教養学インスティテュート
  - リベラルアーツ専攻
  - 自然科学専攻
- ハーパー&キール獣医学校
  - 獣医学専攻

### 医学健康科学部
- 医学科
  - 医学専攻
- 看護・助産学科
  - 助産学専攻
  - 看護学専攻
- 薬学・バイオ工学科
  - 薬学専攻
  - 薬学・経営学専攻
  - 薬科学専攻
  - 薬科化粧学専攻
  - バイオ工学（再生医学）専攻
- アライド・ヘルス・プロフェッショナル科
  - 救急救命学専攻
  - 公衆衛生学専攻
  - 社会福祉学専攻
  - 理学療法学専攻
  - 放射線医学専攻
  - リハビリテーション運動生理学専攻

#### 付属機関
- グローバル・ヘルス研究所
- 国立衛生研究機構プライマリーケア研究スクール
- インパクト・アクセレーター・ユニット
- 臨床研究ユニット

## キャンパス
キール大学は、キール村近くの丘陵上に約620エーカー（250ヘクタール）のキャンパスを有し、広大な森林、小さな湖、大学の研究棟・教室棟、学生寮、教員住宅、附属保育園、図書館、スポーツセンター、サイエンス&イノベーション・パーク、天文台、太陽光発電所、コートヤード・バイ・マリオット等が点在している。
キャンパス中心部にあるユニオン・スクエアの周辺には、コンビニ、ベーカリー、カフェ、郵便局、薬局、学生会館等があり、日常の生活はほぼキャンパス内で完結することができる。毎週火曜日にはファーマーズ・マーケットが開かれ、新鮮で安価な野菜や果物を購入することも可能である。かつてはサンタンデール銀行が支店を設置していたが、パンデミックにより2020年3月に一時閉店、オンライン・バンキングの普及もあって同年10月には正式に撤退した。
大学のシンボルとなっているキール・ホールは1580年に建設され、1860年に再建された。キール・ホールは、現在、会議や結婚式、宴会等の会場として利用されており、その歴史的且つ建築的な重要性からイングリッシュ・ヘリテージのグレードIIに指定されている。

### 桜コレクション
キャンパス内には約240種類300本以上の桜の木が植えられており、2012年3月にこれらの桜コレクションがプラント・ヘリテージによりナショナル・プラント・コレクションに認定され、2014年4月30日にナショナル・コレクション・オヴ・フラワリング・チェリーとして正式開園した。イギリス内にナショナル・コレクションに指定されている桜コレクションの中で、キール大学のコレクションはケント州にあるウィッチヘーゼル農園（Witch Hazel Nursery）に次いで英国内で二番目の規模を誇る。
最初の桜は1940年代後半に植えられたとされ、その後イギリスで桜の第一人者とされる園芸家クリストファー・サンダース氏の支援を受け、従来種に加えて一般市場には出回っていない新種や希少種の桜の植樹も進められた。桜木の多くは2009年以降に植樹されたため成長途中にある木が多数で日本の花見に比する水準には達していないが、今後の成長と共に春には桜花爛漫となることが期待されている。
キャンパス中心部に位置するキール・チャペルの北側にはチェリー・ツリー・ウォーク（Cherry Tree Walk）という100メートル程の桜並木があり様々な桜を楽しむことができる。
大学キャンパス、桜園共に年間を通して一般開放されており誰でも自由に訪れることができるが、月曜日から金曜日は駐車料金が掛かる。また、大学公式ウェブサイトから桜園のパンフレットや開花時期の一覧表をダウンロードできるようになっている。
2025年4月2日、在英日本大使館から在外公館長表彰が授与され、BBCとITVのミッドランド地方向けのニュース番組でも取り上げられた。

## 研究および教育の水準

### 研究
イギリスの大学研究力を測る指標であるREF（Research Excellence Framework）の2021年度版によると、キール大学の研究の80％が「世界の最先端、又は国際的に優れた水準（4*、又は3*の評価）」にあると評価されており、2014年のREFと比較して大学全体の世界トップ水準の研究量が75％、研究者数は25％増加した。
2021年のREFでは人文社会学部、医学健康科学部、理学部の3学部の全ての研究が高い評価を受け、特に保健医療関連職（アライド・ヘルス・プロフェッショナル）、英語英文学、バイオ工学（再生医学）、化学、公衆衛生、保健サービス、プライマリーケア、物理学で優れた評価を受け、生物科学、心理学、地理・環境科学、経営学、コンピューター科学は、2014年のREFと比較して評価が大きく上昇した。
2010年には心理学科のリチャード・スティーブンス博士、ジョン・アトキンス、アンドリュー・キングストンの研究グループが「呪いや罵りの言葉を吐くと痛みが取り除かれる、という広く信じられてきた信念を確認した」研究でイグノーベル平和賞を受賞している。

### 教育
イギリスの大学教育力を測る指標であるTEF（Teaching Excellence Framework）の2017年度版によると、キール大学は三段階評価の内の最高水準とされるゴールドが授与されている。尚、調査に参加した134校の中でゴールドと評価されたのは45校、シルバーは67校、ブロンズは25校だった。
2021年の全国学生調査（NSS, National Student Survey）の「学生満足度」という項目ではイングランドの上位10位内に入っており、医療技術分野ではイギリス全土で2位、イングランドでは1位、小児看護学分野ではイギリス全土で3位にランクされている。生物学、地理学、数学、医学、分子生物学・生物学・生物物理学・生化学、薬学、政治・国際関係学といった分野もトップ10に入っている。
キール大学は過去の「学生満足度調査」においても、2011年から2019年の8年間のうち7年はトップ3に入り、2019年には2位になる等、イングランド内の順位では継続的に上位にランクされている。
2022年には、学生の投票を元に選定される StudentCrowdによる「イギリスで最高の大学（the Best UK University）」の第1位に選ばれた。

## 国際交流
英語圏・欧州を中心に世界中の80以上の大学と交流協定を結んでいるが、日本に関しては以下の大学と交流協定を交わしている。国別で見ると米国の21校に次いで14校と二番目に多い。
国公立大学
- 国際教養大学
- 群馬大学
- 千葉大学
- 東京都立大学
- 横浜市立大学
- 福岡女子大学
- 長崎大学

私立大学
- 神田外語大学
- 立教大学
- 名古屋外国語大学
- 京都外国語大学
- 関西国際大学
- 関西学院大学
- 西南学院大学

## 日本出身および日本に縁のある著名な関係者
- 小保方智也 - 国際法学者、現代的形態の奴隷制に関する国連特別報告者
- 菅波英美 - 国際政治学者、アベリストウィス大学名誉教授
- 米沢富美子（1963〜1964年在籍）- 物理学者、慶應義塾大学名誉教授、元日本物理学会会長、ロレアル・ユネスコ女性科学賞受賞者
- ゴードン・レイゾン（1989年卒）- ローランド株式会社代表取締役社長、ローランド・ヨーロッパ・グループ社CEO

## キール大学が登場する出版物および映像メディア

### 自伝
- 米沢富美子（2012）『定本 二人で紡いだ物語』東京：出窓社（ISBN 978-4-931178-82-3）
- 米沢富美子（2014）『人生は、楽しんだ者が勝ちだ〜私の履歴書』東京：日本経済新聞出版社（ISBN 978-4-532-16931-2）
- Baldwin, N with Clarke, M. (2020) Marvellous: Neil Baldwin - My Story London: John Blake Publishing (ISBN 978-1789463408)

### 園芸
- 安藤奈穂子（2018年4月）「日本と英国をつなぐ愛し、SAKURA」『家庭画報』
- 勝木俊雄（2018）『桜の科学 日本の「サクラ」は10種だけ? 新しい事実、知られざる由来とは』東京：SBクリエイティブ（ISBN 978-4797389319）

### 小説
- Spufford, F. (2002) The child that books built. London: Faber and Faber. (ISBN  978-0571346790)

### ドキュメンタリー
- 米沢富美子（出演）（2001）「イギリス 私を決めた一年」『世界わが心の旅』NHK BS, 2001年放送

### ドラマ
- A Very Peculiar Practice - BBC制作のブラック・コメディー・ドラマ。1986年5月から1992年9月まで放送。
- Marvellous - BBC２が2014年9月に放送したニール・ボールドウィンの自伝的テレビ・ドラマ。